# Jawa 350 OHV
Jawa 350 OHV je československý čtyřdobý zážehový jednoválcový motocykl, vyráběný firmou Jawa. Celkem bylo vyrobeno 2700 kusů. Motocykly byly vyráběny v letech 1935–1946. Konstrukce motocyklu se podobala Jawě 350 SV, jejíž výroba byla zahájena o rok dříve. Do roku 1940 byly do motocyklů montovány karburátory Amal, později Grätzin.

## Technické parametry
- Rám: lisovaný z ocelového plechu a sešroubovaný
- Suchá hmotnost:
- Pohotovostní hmotnost: 140 kg
- Maximální rychlost: 115 km/h
- Spotřeba paliva: 3 l/100 km